# Bucy-Saint-Liphard
Bucy-Saint-Liphard là một xã trong tỉnh Loiret, vùng Centre-Val de Loire bắc trung bộ nước Pháp. Xã này nằm ở khu vực có độ cao từ 105-131 mét trên mực nước biển.